# Kitzmiller v. Dover Area School District

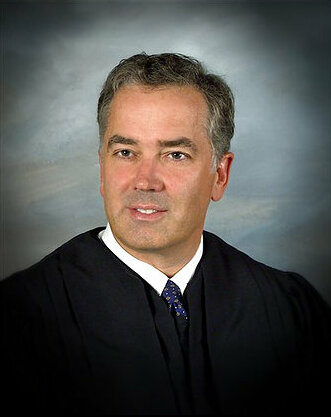
Rechter John E. Jones, die de zaak voorzat.

Tammy Kitzmiller, et al. v. Dover Area School District, et al. (400 F. Supp. 2d 707, Docket no. 4cv2688) is de volledige naam van een Amerikaanse rechtszaak uit 2005. Hij wordt ook wel de Dover-rechtszaak (Dover trial) genoemd, omdat deze zich voordeed in Dover, een plaats in Pennsylvania. Het vonnis luidde dat intelligent design geen wetenschap was, en niet als zodanig op scholen mocht worden onderwezen.

## Inleiding
Intelligent design (ook wel vertaald als "intelligent ontwerp") is het idee dat het heelal en het leven niet eenvoudig genoeg is ("onherleidbaar complex") om door de natuur te zijn gemaakt. In plaats daarvan stellen mensen die geloven in intelligent design dat een slimmere kracht alles moet hebben gemaakt, of ten minste belangrijke onderdelen ervan.

## Rechtszaak
Evolutie is de algemeen aanvaarde wetenschappelijke theorie die uitlegt hoe alle verschillende levensvormen zich hebben ontwikkeld vanaf een eenvoudig begin. Intelligent design is een andere uitleg die zegt dat het leven is ontwikkeld door een intelligenter wezen. Een school district te Dover in Pennsylvania wilde haar leerlingen intelligent design en evolutie naast elkaar onderwijzen. Ze gebruikten daarvoor een tekstboek van de Foundation for Thought and Ethics dat Of Pandas and People heette, geschreven door Percival Davis en Dean Kenyon. Dat boek beweerde wetenschappelijk bewijs voor intelligent design te hebben en waarom dat logischer is dan evolutie. Tammy Kitzmiller en tien andere ouders wilden niet dat hun kinderen intelligent design zouden moeten leren. Ze dienden een klacht in bij de overheid, en daarop werd een rechtszaak aangespannen.

### Voorafgaand
In 1987 was er al een rechtszaak geweest, Edwards vs. Aguillard, die ging over het onderwijzen van creationisme (de scheppingsleer) op scholen. Creationisme is het geloof dat God (of iets anders) het heelal heeft geschapen, zoals in de Bijbel of andere heilige boeken staat geschreven.
Omdat de Amerikaanse overheid zich moet houden aan de Grondwet van de Verenigde Staten, waaronder het Eerste Amendement, mag zij geen enkele religie bevorderen boven een andere religie of het gebrek aan religie. Openbare scholen zoals die in Dover worden door de overheid bestuurd en mogen dus niet één soort religie als "waar" onderwijzen. In de zaak-Edwards vs. Aguillard oordeelde het Amerikaanse Hooggerechtshof dat creationisme geen wetenschap was, maar religieus van aard, omdat het trachtte de wereld uit te leggen middels verhalen uit de Bijbel, en derhalve niet op openbare scholen mocht worden onderwezen. Echter waren er mensen die beweerden dat intelligent design geen creationisme was en dus was toegestaan.

### Tijdens de rechtszaak
Tijdens het proces toonden deskundigen aan dat intelligent design een oud argument was voor religie (het zogeheten teleologisch godsbewijs) en geen wetenschap. Zij hadden de auteursaantekeningen bekeken van het boek Of Pandas and People dat de school gebruikte. Die aantekeningen bevatten zaken die waren gewijzigd toen het boek werd voorbereid om te worden gedrukt: het ging oorspronkelijk over creationisme, maar werd veranderd naar gaand over intelligent design. De auteurs deden dit door woorden zoals "created" ("geschapen") naar "designed" ("ontworpen") en "creationists" ("creationisten") naar "intelligent design proponents" ("intelligent design-voorstanders") te wijzigen. In één versie was zelfs het woord "creationists" door een kopieer- en plakfoutje per ongeluk veranderd naar "cdesign proponentsists". De rechter vond dat interessant. Deze wijzigingen gebeurden kort nadat de zaak-Edwards vs. Aguillard had bepaald dat creationisme niet op scholen mocht worden onderwezen. De rechter zei dat dit aantoonde dat intelligent design eigenlijk creationisme in vermomming was.
Op een ander moment werd Michael Behe als getuige opgeroepen. Behe was een van de mensen die de intelligent design-beweging hadden opgestart. Hij zei dat niemand kon verklaren hoe de evolutie het immuunsysteem (dat het lichaam tegen ziekten beschermt) was ontstaan, en stelde dat een slimmere kracht het moest hebben gemaakt. Daarop werden Behe 58 artikelen, 9 boeken en vele andere bewijsstukken getoond waarin wetenschappers beschreven hoe het immuunsysteem wel degelijk door de evolutie kon zijn gemaakt. Hij zei echter dat geen daarvan "goed genoeg" was, maar de rechter vond van wel.

### Resultaat
Na de rechtszaak bepaalde de rechter dat intelligent design creationisme was en geen wetenschap. Van creationisme was eerder al aangetoond dat het religieus was, en omdat de overheid geen enkele religie mag bevorderen ten opzichte van enige andere, mogen scholen intelligent design niet onderwijzen, omdat dit zou inhouden dat men zei dat één soort religie waar was.